# Omron
OMRON (オムロン株式会社 Omuron Kabushiki-gaisha) est une entreprise japonaise d'électronique basée à Kyoto.
OMRON a été créé par Kazuma Tateishi en 1933. Son secteur d'activité était initialement la vente et fabrication de systèmes d'automatisme. Elle est connue en particulier pour les équipements médicaux comme les thermomètres et les tensiomètres. OMRON a développé et mis au point le premier portillon d'accès électronique, ainsi que les premiers distributeurs automatiques de billets de banque avec carte magnétique.
OMRON est constitué de plusieurs filiales dans le domaine de l'automation industrielle, la santé, les composants électroniques et les machines d'inspection PCB.

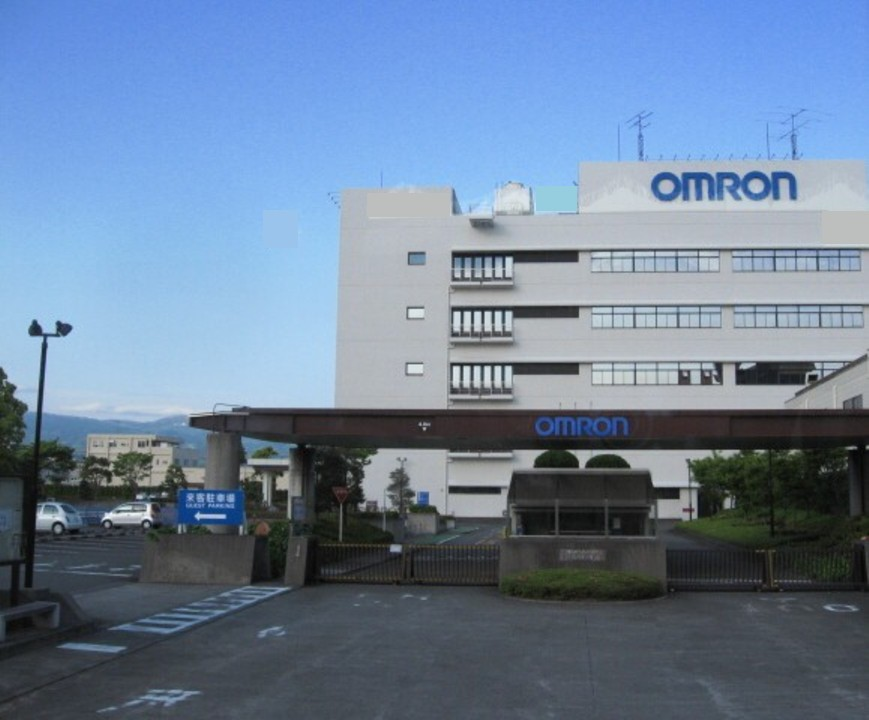
OMRON à Mishima
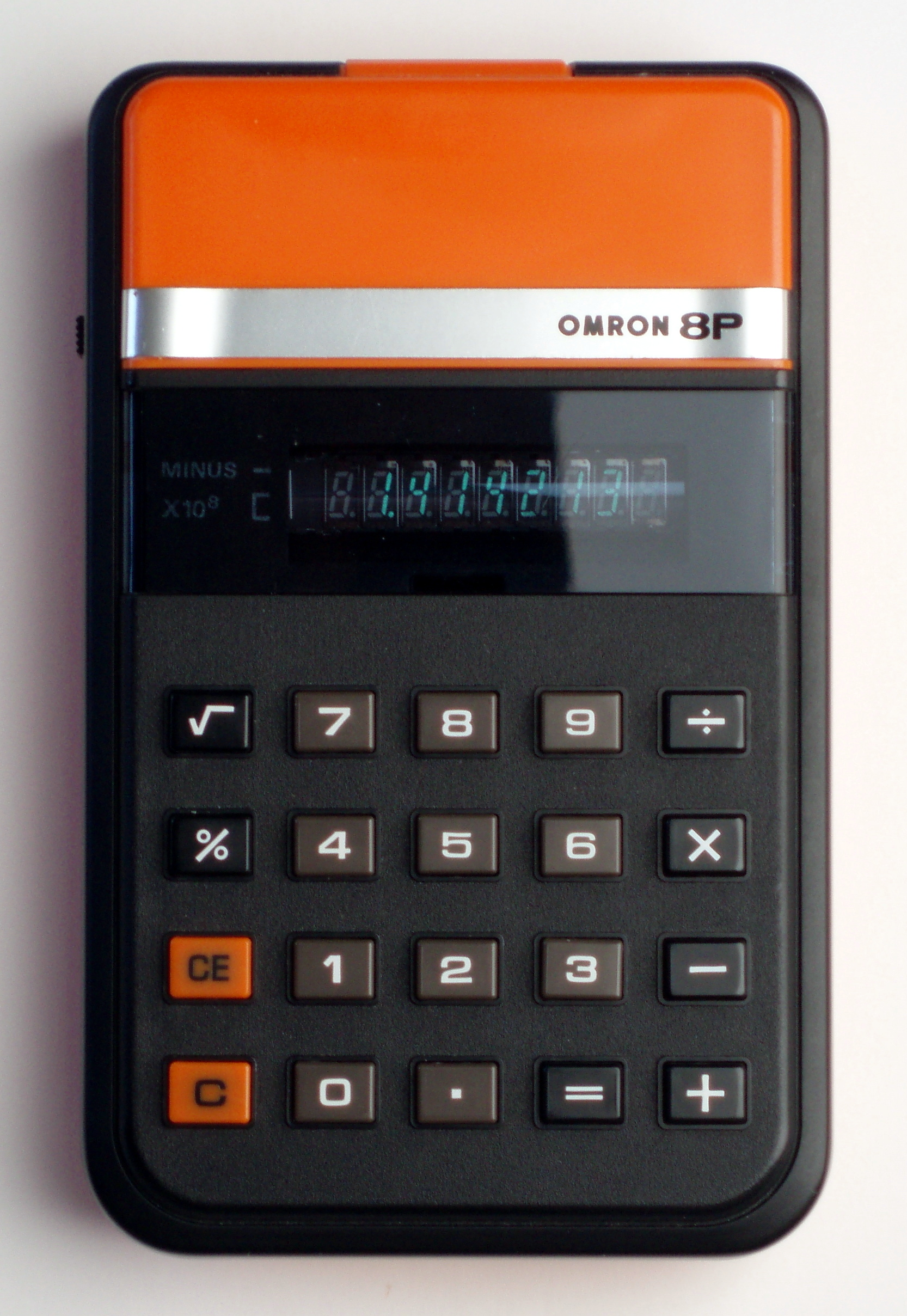
Calculette OMRON
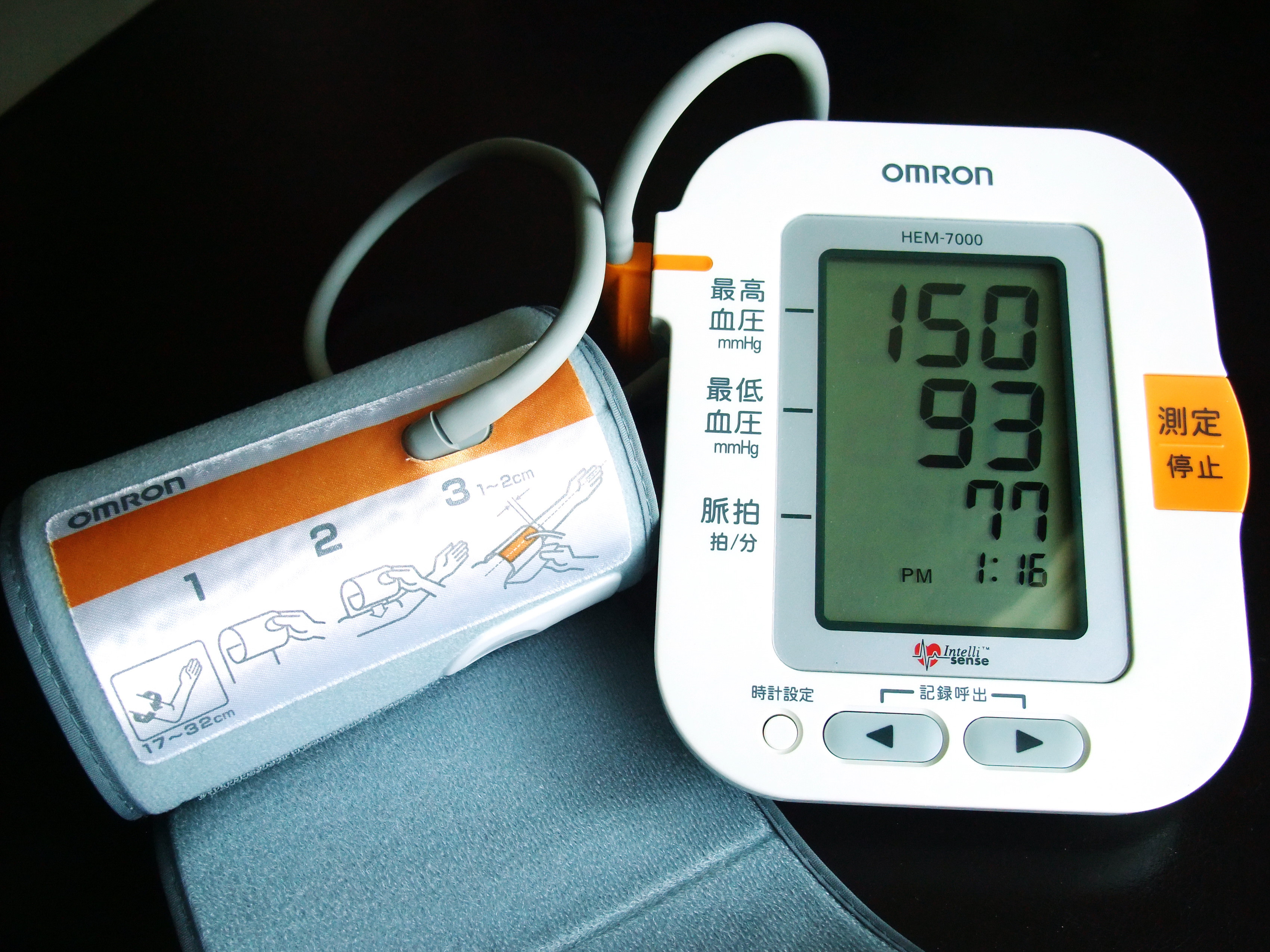
Tensiomètre OMRON
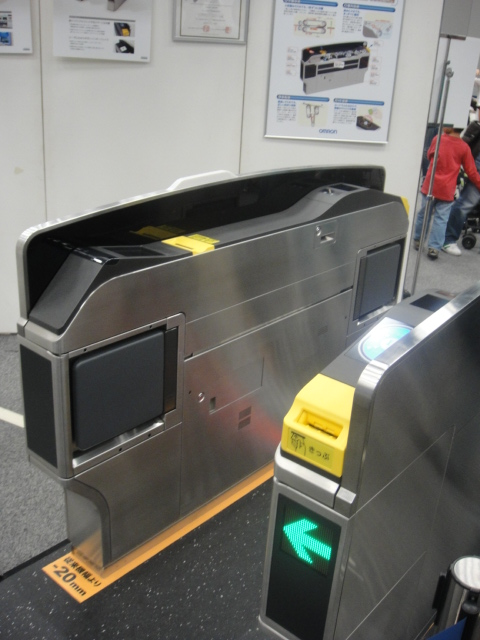
Portillon d'accès
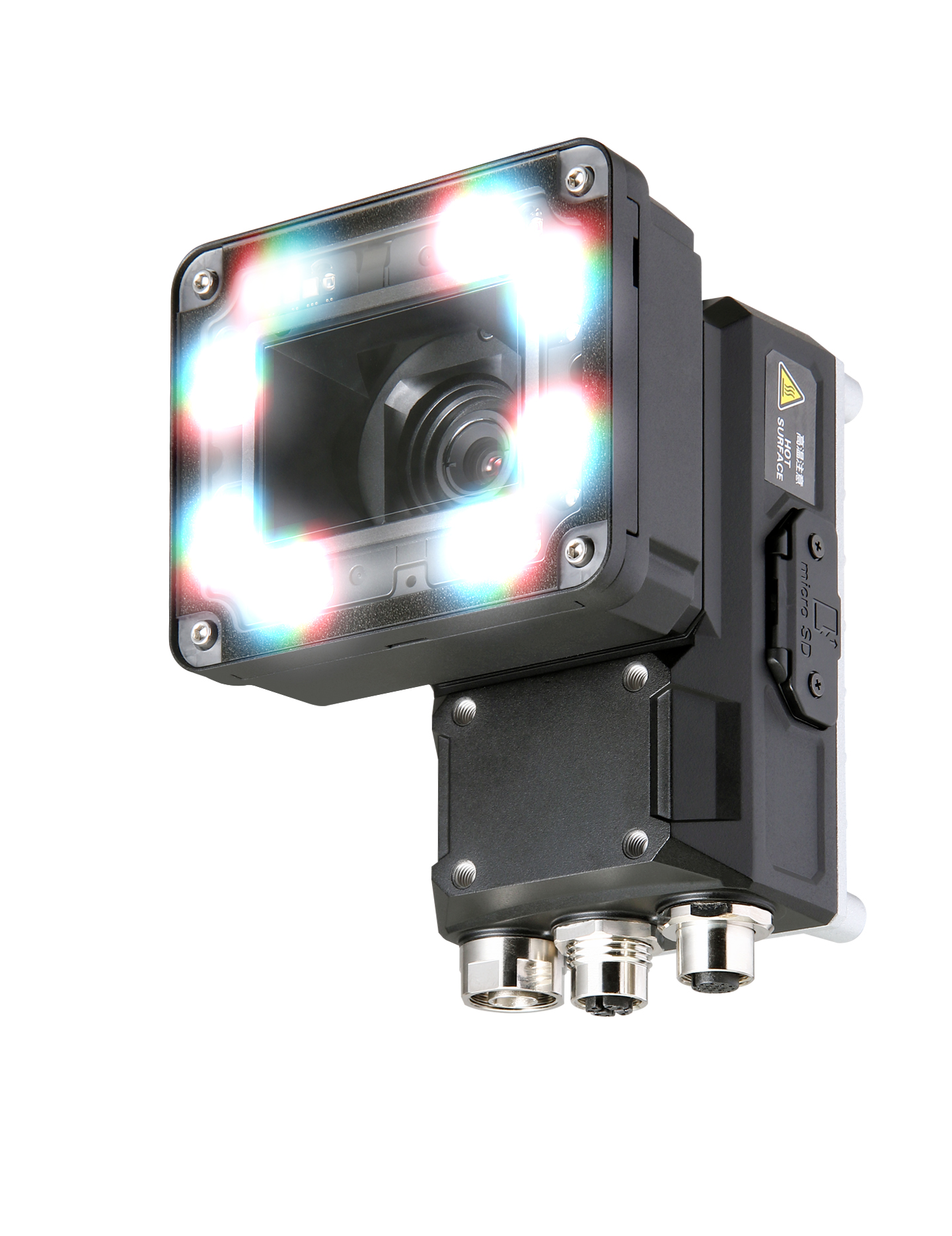
Caméra intelligente pour l'industrie OMRON FHV7